# 박정현의 공연 목록
다음은 미국의 가수 박정현이 개최, 참여한 공연 목록이다.

## 단독 콘서트
- 1998년 8월 26일~30일: 1집 콘서트 (장소: 서울 동숭동 대학로 라이브1관)
- 1998년 9월 25일~30일: 1집 앵콜 콘서트 (장소: 서울 정동 문화 예술회관)
- 1999년 4월 9일~10일: 2집 음반 출시 기념 콘서트 '친구처럼' (장소:서울 호암 아트홀)
- 1999년 4월 30일~7월 18일: 2집 콘서트 'A Second Helping' (장소: 서울, 대전, 부산, 전주, 춘천, 천안, 대구, 제주)
- 1999년 8월 5일~08일: 2집 앵콜 콘서트 '답장' (장소: 서울 호암 아트홀)
- 1999년 8월 20일: '99 Homecoming Concert (장소: 미국 L.A. Wilshire Ebell Theatre)
- 2000년 12월~2001년 2월: 3집 콘서트 'Naturally on Stage' (장소: 서울, 부산, 대구)
- 2001년 2월 23일~25일: 3집 앵콜 콘서트 'Naturally on Stage Ver. 2.01' (장소: 서울 연세대학교 100주년 기념관)
- 2002년 8월 23일~24일: 4집 콘서트 'Live Storm (Op.4 1st Movement)' (장소: 서울 세종대학교 대양홀)
- 2002년 11월 6일~10일: 4집 콘서트 'Adagio (Op.4 2nd Movement)' (장소: 서울 메사 팝콘홀)
- 2002년 11월 30일~12월 1일: 4집 콘서트 'Live Storm (Op.4 1st Movement)' (장소: 부산 KBS홀)
- 2003년 1월 24일~25일: 4집 콘서트 'Finale (Op.4 3rd Movement)' (장소: 서울 올림픽공원 역도경기장)
- 2003년 8월 23일: Op.4 Live The Album 콘서트 (장소: 서울 올림픽공원 펜싱경기장)
- 2005년 4월 7일~10일: 5집 콘서트 'Just Acoustic' (장소: 서울 LG아트센터)
- 2005년 6월 10일: 일본 정규 2집 음반 'Beyond The Line' 발매 기념 콘서트 (장소: 도쿄 시부야 O-EAST)
- 2005년 9월 3일~04일: 5집 콘서트 'Just Acoustic 2' - 가을을 기다림' (장소: 서울 세종문화회관)
- 2006년 9월 13일~17일: 'Audiologie - Lost Audio' (장소: 서울 국립중앙박물관 극장용)
- 2007년 12월 27일~31일: 6집 콘서트 'Into The New' (장소: 서울 연세대학교 100주년 기념관)
- 2008년 3월 26일~30일: 6집 콘서트 'Evergreen' (장소: 서울 LG아트센터)
- 2009년 7월 1일~05일: 7집 콘서트 'Audiologie 2 - 사랑을 말하는 그 열번째 방법' (장소: 서울 LG아트센터)
- 2011년 5월 17일~11월 6일: 2011 단독콘서트 '조금 더 가까이' (장소: 서울, 부산, 창원, 전주, 성남, 청주, 대구, 대전)
- 2012년 6월 23일~9월 23일: 8집 콘서트 'Parallax' (장소: 김해, 대구, 일산, 광주, 서울, 부산, 울산, 대전, 인천, 전주)
- 2014년 5월 9일~7월 13일: 2014 《SYNCROFUSION》 콘서트 (장소: 서울, 부산, 대구, 대전, 일산)
- 2015년 6월 12일~10월 4일: 2015 단독콘서트 'I AM YOU ARE ME' (장소: 서울, 부산, 광주, 수원, 성남, 대전)
- 2016년 11월 26일~12월 31일: 2016 단독콘서트 "LET IT SNOW' (장소: 서울, 부산, 대구, 광주)
- 2017년 4월 21일~4월 30일: 2017 단독콘서트 '다시, 봄' (장소: 서울 블루스퀘어 아이마켓홀)
- 2017년 12월 22일~12월 31일: 2017 단독콘서트 'LET IT SNOW' (장소: 서울, 부산)
- 2018년 7월 12일~10월 6일: 2018 20주년 기념 단독콘서트 'THE WONDER LIVE' (장소: 서울, 울산, 광주, 대구, 성남, 제주)
- 2018년 12월 22일~12월 31일: 2018 20주년 기념 단독콘서트 'THE WONDER - LET IT SNOW' (장소: 서울, 부산)
- 2019년 8월 2일~9월 8일: 2019년 단독콘서트 '만나러 가는 길' (장소: 서울, 부산, 대전, 전주, 대구)
- 2022년 10월 19일~10월 22일: LG아트센터 개관 기념 단독콘서트 '지금' (장소: LG아트센터 서울 LG SIGNATURE홀)
- 2023년 5월 20일~7월 2일: 2023년 단독콘서트 'The Bridge' (장소: 서울, 부산, 대구, 군산, 고양)
- 2024년 7월 11일~7월 14일 : 2024 소극장 콘서트 '이음' (장소 : 백암아트홀)

## 합동 콘서트
- 2003년 12월 24일~2004년 1월 5일: 박정현 & 이승환 '맞짱' (장소: 대구, 부산, 서울, 대전)
- 2005년 1월 28일: 한일 우정의 해 기념 'Super live in Seoul' (출연: 박정현, 박효신, 동방신기, CHEMISTRY, DA PUMP, Kiroro / 장소: 서울 올림픽공원 올림픽홀 / 주최: 주한일본대사관, 일본국제교류기금)
- 2005년 6월 25일: 김형석 콘서트 '김형석 with Friends 2' (출연: 김형석, 박정현, 김조한, 나윤권, 성시경 / 장소: 서울 워커힐 호텔 야외특설무대)
- 2005년 10월 29일~30일: '시월에 눈 내리는 마을' (출연: 박정현, 이승환, 성시경 / 장소: 서울 연세대학교 노천극장 / 주최: Mnet)
- 2005년 12월 10일: 박정현 & 김조한 & 박효신 & Forest Muther Orchestra 'In My Soul' (장소: 서울 올림픽공원 체조경기장 / 주최: 노튼앤디스코)
- 2007년 10월 27일: '시월에 눈 내리는 마을' (출연: 박정현, 브라이언, 플라이투더스카이, 성시경 / 장소: 서울 연세대학교 노천극장 / 주최: Mnet)
- 2008년 5월 21일: '2008 Seoul Jazz Festival' Korean Jazz-Pop Crossover Night (출연: 박정현, 김광민, 이현우 / 장소: 서울 세종문화회관 / 주최: 프라이빗 커브)
- 2008년 12월 28일: 박정현 & 알렉스 '2008 Sweet December' (장소: 부산 BEXCO)
- 2008년 12월 30일~31일: 박정현 & 알렉스 '2008 Sweet December' (장소: 서울 올림픽공원 펜싱경기장)
- 2009년 6월 19일: 박정현 & 휘성 해외 'Global Pop Concert' (장소: USA, LA 월트디즈니 콘서트홀)
- 2010년 10월 30일~31일: '시월에 눈 내리는 마을' (출연: 박정현, 홍광호, 윤종신, Millennium Symphony Orchestra / 장소: 연세대학교 노천극장 / 주최: Mnet)
- 2010년 12월 26일: 박정현 & 서인국 '2010 Sentimental City' (장소: 서울 올림픽공원 체조경기장)
- 2011년 12월 4일~31일: 박정현 & 성시경 '그해, 겨울' (장소: 서울(잠실 실내체육관), 부산, 대전, 대구, 광주)
- 2012년 1월 13일: 박정현 & 성시경 해외 (장소: USA, Los Angeles)
- 2012년 1월 15일: 박정현 & 성시경 해외 (장소: USA, Newark)
- 2012년 4월 14일~15일: 박정현 & 성시경 해외 (장소: Australia, Sydney)
- 2012년 12월 23일 ~31일: 박정현 & 김범수 '그해, 겨울' (장소: 서울(올림픽공원 체조경기장), 대구, 부산)
- 2013년 7월 27일: 안산 밸리 록 페스티벌 (장소: 경기도 안산시 대부도 바다향기테마파크)
- 2013년 12월 23일~2014년 1월 25일: 박정현 & YB '그해, 겨울' (장소: 서울(잠실 실내 체육관), 광주, 부산, 대구, 대전, 일산)
- 2014년 12월 20일~2014년 12월 27일: 박정현 & 다이남믹듀오 '그해, 겨울' (장소: 서울(잠실 실내체육관) , 부산)
- 2015년 5월 9일: 냄새나는 콘서트 (출연: 박정현, 이승철, 성시경, 쿨, 타이거Jk&윤미래 / 장소: 서울 올림픽공원 체조경기장 / 주최: 러쉬)
- 2015년 5월 25일: 홀가분 페스티벌 (출연: 박정현, 신승훈, 김연우, 장범준 / 장소: 서울 잠실종합운동장 보조경기장 / 주최: 삼성카드)
- 2015년 12월 29일~ 31일: 박정현 & 플라이투더스카이 '그해, 겨울' (장소: 서울 경희대 평화의 전당)
- 2016년 5월 21일: 홀가분 페스티벌 (출연: 박정현, 이문세, 이적, 데이브레이크 / 장소: 서울 잠실종합운동장 보조경기장 / 주최: 삼성카드)